# Шренява (Великопольское воеводство)
Шреня́ва (пол. Szreniawa) — село в Польше на территории гмины Коморники Познанского повета Великопольского воеводства.

## География
Село находится в 9 км от административного центра гмины Коморники и в 13 км от города Познань.

## История
С 1975 по 1998 год село входило в Познанское воеводство.

## Достопримечательности
- Мавзолей Бербаумов — памятник культуры Великопольского воеводства;
- Национальный музей сельского хозяйства и пищевой промышленности.